# Dio Huysmans
Dionicius Johannes Petrus (Dio) Huysmans (Utrecht, 20 januari 1888 - Amsterdam, 12 maart 1974) was een Nederlands acteur en toneelregisseur.
Hij was een broer van de acteur Willem Huysmans en van de kunstschilder Frans Huysmans.

## Filmografie
- Aan boord van de Sabine (1920)
- Helleveeg (1920)
- Geeft ons kracht (1920)
- De zwarte tulp (1921)
- Bulldog Drummond (1922)
- Fanfare (1958)